# Satowan
Satowan är en ö i Mikronesiska federationen.   Den ligger i kommunen Satowan Municipality och delstaten Chuuk, i den västra delen av landet, 500 km väster om huvudstaden Palikir. Arean är 5,1 kvadratkilometer.
Terrängen på Satowan är mycket platt. Öns högsta punkt är 24 meter över havet. Den sträcker sig 2,1 kilometer i nord-sydlig riktning, och 2,1 kilometer i öst-västlig riktning.
Följande samhällen finns på Satowan:
- Satowan Village